# Ukulele
Az ukulele húros hangszer, tulajdonképpen a gitár kicsi, négyhúros változata. A polinéz szigetvilág kedvelt hangszere. „Hawaii gitárnak” ennek ellenére általában nem ezt a hangszert nevezik, hanem a slide gitárt.
Az ukulelét általában Hawaii zenéjével azonosítják, ahol a neve durva fordításban „ugróbolhát” jelent. Az 1880-as években alakult ki a portugál braguinha és a rajão keveréséből. 1879-ben Manuel Nunes, José do Espírito Santo, és Augusto Dias a Ravenscrag fedélzetén Portugáliából Hawaiira, Honoluluba érkeztek, ahol az első ukulelekészítőként tartották őket számon. Manuel Nunes a később híres ukulelejátékossá váló Bill Tapia szomszédja volt. Az első hangszerét neki adta el 1915-ben, 75 centért. Az utolsó hawaii király, Kalākaua támogatása révén az ukulele a hawaii zene szimbólumává vált.
Az ukulelének négy főbb változata ismert (a kisebbtől a nagyobb felé haladva): szoprán (az eredeti méret), koncert, tenor (1920 óta) és bariton (az 1940-es évek vége óta). A tenor hangszeren a húrok néha duplázva vannak: hat húros (amikor az első és a harmadik húr van duplázva), vagy nyolc húros (amikor mind a négy húr duplázva van) változat ismert.

## Hangolása
Az USA-ban a szoprán és a koncert ukulelék a C6 akkord szerint vannak hangolva, azaz G-C-E-A, a mélytől a magasig haladva, úgy, hogy a G egy oktávval meg van emelve, „beszúrva” ezzel az E és az A húr közé.
Tenor ukuleléket D akkord szerint is hangolják, azaz A-D-Fisz-H (angolszász írásmóddal A-D-F#-B).
Egyes ukulelések a lineáris hangolást kedvelik, ahol az első húr szól a legmélyebben.
A bariton ukulelék jellemző hangolása a lineáris D-G-H-E.

## Ismert ukulelések
George Harrison érdeklődött az ukulele iránt. Mindig hordott magánál kettőt, hogy mindig legyen kivel játszania, még a zenész-producer Jeff Lynne-nel, vagy Paul McCartney-val is. Egyéb híres emberek, akik játszottak ukulelén: Jimi Hendrix, Brian May, Neil Armstrong, Tony Blair, Israel Kamakawiwoʻole, Warren Buffett, Elvis Presley és Eddie Vedder.
Néhány aktív zenész, akinek fő hangszere az ukulele:
- Tobias Elof
- Stuart Fuchs
- Taimane Gardner
- Kalei Gamiao
- James Hill
- Kelly Boy de Lima (Kapena)
- Brittni Pavia
- Jake Shimabukuro
- Tyler Joseph (Twenty One Pilots)
- Laura Pergolizzi (művészneve: LP)
- BoyWithUke

## Ukulelezenekarok
- Ukulele Orchestra of Great Britain
- Langley Ukulele Ensemble

## Érdekesség
- A magyar Kaláka zenekar repertoárjában már a 80-as évektől kezdve szerepel az ukulele, és Ukulele című száma (az azonos nevű albumukon) ezt a hangszert mutatja be.
- Nellie McKay játszik ukulelén is.
- Dwayne Johnson ukulelézik és énekel.